# Who the Hell is Edgar?
«Who the Hell Is Edgar?» (укр. Хто такий до біса Едгар?) — пісня австрійських співачок Теї та Саліни, котра була випущена 8 березня 2023 року. Ця пісня представляла Австрію на Пісенному конкурсі Євробачення 2023 після обрання мовником ORF шляхом внутрішнього відбору. Після того, як «Who the Hell Is Edgar?» пройшла у фінал Євробачення з 2 місця з другого півфіналу, пісня змагалася у фіналі під першим номером. У фіналі пісня зайняла 15-те місце із 120 балами. 
«Who the Hell Is Edgar?» потрапила в десятку кращих в Австрії та Литві та увійшла в різні чарти в Австралії, Фінляндії, Греції, Ісландії, Ірландії, Литві, Польщі, Нідерландах, Швеції та Великій Британії.

## Передісторія та сюжет
Пісня була написана в авторському таборі 15 вересня 2022 року, і спочатку була призначена для Саліни як сольної артистки на Євробачення. У таборі залишалася година, і вони записали пісню «Who Hell Is Edgar?», і, за словами Теї, її вибрали тому, що це була найкраща пісня, яку вони написали за час перебування в таборі.
Повідомляється, що пісня є сатирою на музичну індустрію та заснована на досвіді, з яким зіткнулися Тея та Саліна як жінки в музичній індустрії. На прес-конференціях, що передували випуску пісні, Саліна заявляла, що пісня була «миттєвим знімком веселощів, які ми отримали від її написання. Це почалося з бажання передати, що відчуваєш, коли створюється хороша пісня. Іноді творчість проривається через тебе, як тобою одержимий привид». На тій самій прес-конференції Тея заявила, що як автори пісень їм довелося «продовжувати доводити себе», щоб їх сприймали серйозно. Тея також заявила, що Едгар Аллан По став автором пісні за її сюжетом, щоб привернути увагу до питання гострайтингу.
У тексті пісні розповідається про Тею та Саліну, які створюють пісню, а привид Едгара Аллана По захоплює їхні тіла, щоб створити пісню. Після створення пісні вони відчувають, що вони стануть багатими та бажають підписати контракт з Universal Music Group. З кожним стрімом пісні вони заробляють $0,003, на превелике розчарування співаків, оскільки вони не можуть платити за оренду. Вони стверджують, що протягом двох років їхні обіди будуть безкоштовними і що вони зможуть купити «шампанське на АЗС».

## Пісенний конкурс Євробачення

### Внутрішній відбір
31 січня 2023 року ORF оголосило під час радіошоу Ö3-Wecker, що вони внутрішньо обрали Тею та Саліну як представників Австрії на пісенному конкурсі Євробачення 2023 з піснею, написаною самими співаками в таборі для написання пісень у Чехії.
7 березня обидві співачки оголосили, що назва їхньої роботи — «Who Hell Is Edgar?», яка відсилала до американського письменника та літературного критика Едгара Аллана По.

### На Євробачення
31 січня 2023 року відбулося жеребкування, яке розмістило кожну країну в одному з двох півфіналів і визначило, у якій половині шоу вони виступатимуть. За його результатами Австрія потрапила до другого півфіналу, який відбувся 11 травня 2023 року, і виступила у другій половині шоу під номером 13. Перед півфіналом пісня вважалася фаворитом у півфіналі, вигравши опитування на Wiwibloggs і опитування аудиторії під час генеральних репетицій. Згодом вони пройшли до фіналу з другого місця с 137-ма балами, який відбувся 13 травня 2023 року, де вони відкрили конкурс. Пісня зайняла 15 місце зі 120 балами.

## Чарти

### Щотижневі чарти
| Чарт (2023—2024)                    | Найвища позиція |
| ----------------------------------- | --------------- |
| Австралія (ARIA)                    | 43              |
| Австрія (Ö3 Austria Top 40)         | 4               |
| Велика Британія (OCC)               | 48              |
| Греція (IFPI)                       | 26              |
| Ірландія (IRMA)                     | 67              |
| Ісландія (Plötutíðindi)             | 12              |
| Литва (AGATA                        | 10              |
| Нідерланди (DST100)                 | 2               |
| Польща (Polish Streaming Top 100)   | 51              |
| Фінляндія (Suomen virallinen lista) | 20              |
| Швеція (Sverigetopplistan)          | 79              |